# El Hoyo de Pinares
El Hoyo de Pinares – gmina w Hiszpanii, w prowincji Ávila, w Kastylii i León, o powierzchni 80,51 km². W 2011 roku gmina liczyła 2449 mieszkańców.